# Liste der Adelsgeschlechter namens Brand oder Brandt
Dies ist eine Liste von Adelsgeschlechtern und Nobilitierungen mit Namen Brand oder Brandt mit weiteren Zusätzen. Da häufig mehrere Schreibweisen in den Familien historisch vorkommen ist eine strikte Trennung nur sehr eingeschränkt möglich.

## Familien
- Brand (zu Neidstein) → siehe Brandt (fränkisches Adelsgeschlecht) (1221)
- Brand(t) (1224) → meißnischer Uradel, seit ca. 1400; seit dem 15. Jahrhundert auch in Preußen
- Brand (Neumark) → siehe Brandt (brandenburgisches Adelsgeschlecht) (1275)
- Brandt von Lindau (ca. 1332) → anhaltinischer Uradel[2]
- Brand von Aibling → alt-adelig bayrisches Geschlecht, ging im 16. Jahrhundert nach Österreich[3]
- Brand (1581) → 1581 schwedischer Adelsstand; 1818 Immatrikulation bei der finnische Ritterschaft[4]
- Brandt (1646) → aus Langwedel; 1646 schwedischer Adelsstand; 1673 erloschen[5]
- Brandt (1652) → aus Greifswald; auch Brandt a.d.H. Pühajöggi nach dem 1619 schwedisch verlehnt bekommenen estländischem Stammgut; 1652 schwedischer Adelsstand; 1745 Immatrikulation bei der Estländischen Ritterschaft[6]
- Brandt von Fackh (1662) → Hamburger Geschlecht; 1953 adelsrechtliche Nichtbeanstandung der Namensführung Brandt von Fackh
- Brandt (1771) → 1771 dänischer Grafenstand[7]
- Brandt (1778) → westfälisches Geschlecht; 1778 kurkölnischer Palatinatsadelsstand als Brandt gen. Flender[8]; 1861 Immatrikulation bei der Adelsklasse der Bayerischen Ritterschaft; 1862 Nassauischer Freiherrenstand und anhaltinische Anerkennung des selbigen; 1866 dergl. in Preußen; 1878 erloschen[9]
- Brand (1794) → 1794 legitimierte Nachkommen des zuvor genannten neumärkischen (brandenburgischen) Adelsgeschlechts s. o.
- Brandt (1810) → siehe Heinrich von Brandt[10]
- Brandt (1831) → siehe Johann Friedrich von Brandt, russischer Dienstadel
- Brand (1841, 1879) → aus dem Elsaß stammendes, in Württemberg 1841 und 1879 nobiltiertes Geschlecht[11]; 1899 württembergischer Freiherrenstand[12]
- Brand von Santa Lucia → 1851 österreichischer Ritterstand; 1899 österreichischer Freiherrenstand